# Agnelo Casimiro
Lúcio Agnelo Casimiro (Vila Nova de Ourém, 9 de agosto de 1879 — Ponta Delgada, 20 de Novembro de 1952) foi professor liceal, jornalista, publicista e advogado que se destacou no panorama intelectual e político da ilha de São Miguel.

## Biografia
Radicou-se na ilha de São Miguel, por casamento com a filha de Aristides Moreira da Mota. Monárquico e salazarista, foi um dos principais ideólogos do Estado Novo nos Açores.
Estudou inicialmente no Seminário de Santarém, mas desistiu. Licenciou-se nos cursos de Letras, pela Universidade de Lisboa, e de Direito, pela Universidade de Coimbra, em 1911. Leccionou nos Liceus da Horta e, posteriormente, de Ponta Delgada, de que foi Reitor, até se reformar, em 1949.
Iniciou-se no jornalismo quando era estudante do Curso Superior de Letras na Universidade de Lisboa, onde conheceu e ficou amigo do micaelense Cristiano Frazão Pacheco, tendo ambos fundado a revista literária Nossa Terra, em 1904, que era próxima da corrente literária neo-garrettista da época. Depois de radicado na ilha de São Miguel, foi director do semanário Açoriano Oriental, em 1927, e foi o primeiro director do diário A Ilha, fundado em 1 de Maio de 1939, que era propriedade da Sociedade Corretora, Lda, do seu amigo Cristiano Frazão Pacheco.
Desde a sua primeira editorial, "Ao Serviço da Terra em Serviço da Nação", destacou-se como um defensor convicto do ideário do Estado Novo, traduzido também na defesa do regionalismo e do nacionalismo e na rejeição das ideologias comunista e nacional-socialista. O jornal distinguiu-se pela sua qualidade durante a sua direcção, tendo passado a semanário em 1940, por motivos económicos. A direcção passaria para José Barbosa, em 1941, de convicções democráticas, que viria a transformar A Ilha no jornal de Ponta Delgada mais afecto à Oposição Democrática durante a década de 1940.
Foi também um dos fundadores e director da Sociedade "Terra Nostra", apostada na promoção do turismo micaelense. Desempenhou também os cargos de Presidente da Junta Autónoma do Porto de Ponta Delgada, da direcção do Banco Micaelense, do Conselho Regional da Ordem dos Advogados e de Governador Civil substituto do Distrito Autónomo de Ponta Delgada.
A 1 de maio de 1952, foi agraciado com o grau de Comendador da Ordem da Instrução Pública.

## Obras
Para além da volumosa colaboração dispersa por periódicos, é autor das seguintes monografias:
- A Arte Como Meio de Educação (1912);
- Epopeias Humanas e Epopeias Literárias (1937);
- Gil Vicente, S. Miguel (1944).